# Tristellateia africana
Tristellateia africana är en tvåhjärtbladig växtart som beskrevs av Spencer Le Marchant Moore. Tristellateia africana ingår i släktet Tristellateia och familjen Malpighiaceae. Inga underarter finns listade i Catalogue of Life.